# 이스탄불의 사생아
《이스탄불의 사생아》(튀르키예어: Baba ve Piç)는 엘리프 샤팍이 2006년에 발표한 소설이다. 도시로서의 이스탄불의 다채로운 모습과 그 속에서 살아가는 인간 군상들의 모습을 한 터키인 대가족과 아르메니아인 대가족을 통해 그렸다. 작가 본인이 직접 튀르키예어와 영어로 글을 써서 터키와 미국에서 동시에 출판했다. 이 소설은 곧 두 나라에서 베스트셀러가 되었다.